# Municipio de Palermo (Iowa)
El municipio de Palermo (en inglés: Palermo Township) es un municipio ubicado en el condado de Grundy en el estado estadounidense de Iowa. En el año 2010 tenía una población de 2955 habitantes y una densidad poblacional de 29,44 personas por km².

## Geografía
El municipio de Palermo se encuentra ubicado en las coordenadas 42°20′31″N 92°49′22″O / 42.34194, -92.82278. Según la Oficina del Censo de los Estados Unidos, el municipio tiene una superficie total de 100.36 km², de la cual 100,36 km² corresponden a tierra firme y (0 %) 0 km² es agua.

## Demografía
Según el censo de 2010, había 2955 personas residiendo en el municipio de Palermo. La densidad de población era de 29,44 hab./km². De los 2955 habitantes, el municipio de Palermo estaba compuesto por el 98,68 % blancos, el 0,17 % eran afroamericanos, el 0,17 % eran asiáticos, el 0,1 % eran isleños del Pacífico y el 0,88 % eran de una mezcla de razas. Del total de la población el 0,44 % eran hispanos o latinos de cualquier raza.